# محمد علي بن هاشم العلي
السيّد محمد علي بن هاشم بن حسين آل سلمان الموسوي الأحسائي يعرف أيضًا بـالسيّد محمد علي بن السيد هاشم العلي (مارس 1937 - 5 نوفمبر 2019) (ذو الحجة 1355 - 8 ربيع الأول 1441) فقيه جعفري ومدرس ديني وشاعر سعودي. ولد في النجف في المملكة العراقية ونشأ بها في عائلة متدينة سعودية. بدأ دراسته الدينية في الأحساء 1974 فقرأ بعض مقدماته على علمائها، ثم بدأ دراسته في النجف سنة 1948 وأكمل المقدمات هناك. عاد إلى وطنه في 1953 وتزوج بها، ثم رجع إلى النجف لإكمال دراسته حيث حضر هناك دروس السطوح العالية وأبحاث الخارج لدى عدد من العلماء الجعفريين الأصوليين وبقي بها مشغولًا بالتعليم والتدريس حتى 1976. وبعده رجع إلى وطنه للقيام بالشؤون الدينية. أسس الحوزة العلمية في المبرز بالأحساء وقام بالتدريس فيها. عين في 1977 عضوًا في هيئة التمييز للقضاء الجعفري، ولكنه انسحب منه بعد فترة. كان ناشطًا في الأحساء للقيام الشعائر الحسينية والتقاليد الاثنا عشرية الدينية فأسس عزاء/مأتم الجامع الكبير وساحة الأربعين للإحياء مناسبات الدينية. له مؤلفات عديدة في الفقه والعرفان ودواوين شعرية بالفصحى والعامية الأحسائية. توفي عن عمر يناهز 86 عامًا.

## نسبه وأسرته
هو محمد علي بن هاشم بن حسين بن محمد بن علي بن حسين بن سلمان بن محمد بن يوسف بن علي بن إسماعيل بن حسين بن حسن بن إبراهيم بن ناصر بن علي بن صالح بن عيسى بن عبد الله بن جعفر بن موسى بن جعفر بن مسلم بن جعفر بن محمد بن مسلم بن محمد بن موسى بن علي بن جعفر بن الحسن بن موسى بن جعفر بن موسى الكاظم.
 

ولد في النجف في ذو الحجة 1355/ مارس 1937 ونشأ بها في عائلة معروفة متدينة، في ظل ورعاية والدين، فوالدته هي العلوية بنت ناصر الأحسائي. وآل علي أو آل سيد سلمان من الأسر العلمية الدينية في الأحساء وقد برز منهم عدد من كبار العلماء منهم عمران السليم وسلمان بن عبد المحسن العلي ومحمد بن حسين العلي وهو عمه. توفي والده في 1369 هـ/ 1950 م.

## تعليمه
بعد أن أنهى تعليم التقليدية في مسقط رأسه بدأ دراسته الحوزية فيها سنة 1366 هـ/ 1947 م، فقرأ شرح الآجرومية بمعية خاله علي بن ناصر على محمد بن علي آل سلمان، في الجامع الكبير بحي الشعبة في مدينة المبرز.

هاجر إلى النجف في رجب 1367/ مايو 1948 برفقة والده لإكمال دراسته الشرعية وحضر هناك دروس المقدمات على عدد من أعلام أسرته منهم طاهر بن هاشم وناصر بن هاشم العلي. وبعد أن أكمل المقدمات عاد إلى وطنه في 1373 هـ/ 1954 م وتزوج بها من إحدى أقاربه، ثم رجع إلى النجف للمرة الثانية، وحضر هناك الفقه الجعفري والسطوح العالية على علماءها منهم: محمد كاظم شمشاد الهندي، وعلي بن عبد العزيز البصري، ومحمد حسين الحكيم، وأبو القاسم الخوئي، ومحمد باقر الصدر، كان هو عباس الدندن أول من الأحسائيين حضروا بحثه، ومحمد بن عبد الله راضي ونصر الله المستنبط.

بقي في النجف مشغولًا بالتدريس والتعليم، ومترددًا على الأحساء حتى 1396 هـ/ 1976 م حيث عاد إلى المبرز مستقرًا بها للقيام بوظائفه الدينية.

## مهنته
يعد من أبرز علماء الجعفريين في الأحساء وكان له شهرة واسعة ومكانة متميزة بينهم. ونال شعبية واسعة. كان من المدرسين البارزين في الحوزة العلمية الأحسائية منذ تأسيسها في 1397 هـ/ 1977 م بجامع الكبير بحي الشعبة وهو أول من بدأ تدريس الكفاية والمكاسب فيها. وبدأ يدرُّس بحث الخارج في الفقه أيضًا منذ 25 ربيع الآخر 1417 / 8 سبتمبر 1996 حتى تقاعده. ويعد من الرواد الحوزة والأب الروحي لها منذ البداية. وفي عام 1426 هـ/ 2005 م تمّ اختياره أمينًا عامًا لها.

كان يشغل منصب الوكيل الشرعي في الشؤون الحسبية عن بعض المراجع الشيعة منهم أبو القاسم الخوئي حتى وفاته، ثم محمد رضا الكلبيكاني، ثم علي السيستاني.

تميز من بين أقرانه باهتمامه الكبير للإحياء الشعائر الدينية للشيعة الاثنا عشرية حتى لقّب بـسيد الشعائر. وكان له حضور الشخصي في مأتم العزاء الكبير في أيام عشرة المحرم وكان ينشد قصائد الدينية. وكان ناشطًا في التقاليد الاثنا عشرية من خلال إشرافه على مواكب ومجالس العزاء الحسيني في حي الشعبة بمدينة المبرز، وكذا الإحتفالات والمهرجانات الدينية في أيام الشيعة الاثني عشرية. وبعد انتقال مسكنه إلى حي النزهة أصبح منزله كالحسينية مستمرة، فكان تقام مجالس الدينية كل يوم عصرًا وليلًا سنويًا.

وبالإضاة إلى تدريسه، كان يؤم في صلاة الجامعة في المسجد الشرقي شرق حي الشعبة بمدينة المبرز. وفي سنة 1397 هـ/ 1977م تم من قبل الدولة تشكيل هيئة التمييز للقضاء الجعفري وعين أحد أعضائها.

### تلامذته
تتلمذ عليه في دروس المقدمات والسطوح وأبحاث الخارج عدد كبير من طلبة في النجف والأحساء، أبرزهم : إبراهيم بن خليفة بن محمد الحاجي، وإبراهيم بن عبد الله الخزعل، وإبراهيم بن علي البطاط، جعفر بن عباس المطر، وجواد بن علي الدندن، وحبيب بن إبراهيم المطاوعة، حسن بن عبد الله الدوخي، وحسن بن علي السعيد، وحسين بن علي الياسين، حسين بن محمد البحراني، وحسين بن محمد بن حسين العلي، حسين بن محمد الشّريط، وحيدر بن منسي النخلي المدني، رستم حسين الرستم، صالح بن كاظم حسين العلي، عبد الخالق بن علي الحاجي، عبد الكريم بن علي البحراني، وعبد الله بن باقر بن علي العلي، وعبد الله بن حسن السمين، عبد الهادي بن يوسف النخلي، عبد الوهاب بن حسين العلي، عدنان بن إبراهيم الغافلي، وعدنان بن محمد الناصر، علي شبر بن أحمد الشخص، وعلي بن طاهر، وعلي بن معتوق النظام، ماهر بن موسى الجبيلي وغيرهم كثير.

## حياته الشخصية
تزوج سنة 1953 من إحدى أقاربه. له من الأولاد إثنا عشر، ثمانية ذكور وأربع إنثاث، منهم محمد رضا، جواد، علي، باقر، مهدي، كاظم، صادق ومرتضى.

## آرائه
هو من علماء الجعفريين الأصولين وينعت بـالعلامة والشيخ وآيه الله أو آية الله العظمى أحيانًا. اشتهر ببعض آرائه، وكان يؤيد قيمومة الرجل على المرأة، والاستخارة والاستغاثة وكان يحلل التطبير وزواج المتعة. وكان تعليقه على قيادة المرأة للسيارة في 13 يوليو 2008 «لا أوفق على ذلك فإن ذلك يتطلب من المرأة كشف وجهها، وباب المرأة وجهها وهو بوابة الفسق وأنا أرى ذلك غير مناسب من ناحية شخصية، وليس مناسبا من ناحية شرعية أيضاً.» 

## وفاته
توفي يوم 5 نوفمبر 2019/ 8 ربيع الأول 1441 في المبرز عن عمر يناهز 86 عامًا. شيع جثمانه في 7 نوفمبر/ 10 ربيع الأول دفن في مقبرة المبرز بالشعبة.

## مؤلفاته
- في طريق الإستنباط، دروس أبحاث الخارج كان يلقيها على طلابه
- رسالة في الإستصحاب
- الطريق إلى الله، في عرفان، 2004
- البعادة حق الله علينا، 2009
- حل المشاكل بذكر مآثر أهل البيت، 2009
- البكاء على الإمام الحسين
- في رحاب أهل البيت
- ذكريات أهل البيت
- في سبيل حوار ملتزم، 2008
- حديث الكساء، في اثباته صحته
- هكذا نرد
- القيمومة لمن؟،  2004
- الإستخارة،  2004
- هذه فاطمة الزهراء، في مجلدين
- أفراح الولاء، ديوان شعر بالفصحى
- اللوعة، ديوان شعر
- الدموع، ديوان شعر
- الشجي، ديوان شعر، بالعامية
- الأربعينيات، ديوان شعر بالفحصى والدارجة
- الحق أحق أن يتبع، في اثبات الاستغاثة